# Phasmophaga floridensis
Phasmophaga floridensis är en tvåvingeart som först beskrevs av Greene 1934.  Phasmophaga floridensis ingår i släktet Phasmophaga och familjen parasitflugor.
Artens utbredningsområde är Florida. Inga underarter finns listade i Catalogue of Life.